# Encèfal humà
L'encèfal humà és l'òrgan central del sistema nerviós humà, i amb la medul·la espinal forma el sistema nerviós central. L'encèfal està format pel cervell, el tronc de l'encèfal i el cerebel. Controla la majoria de les activitats del cos, processant, integrant i coordinant la informació que rep dels òrgans dels sentits i prenent decisions sobre les instruccions enviades a la resta del cos. El cervell està contingut i protegit pels ossos del crani del cap.
El cervell, la part més gran de l'encèfal humà, està format per dos hemisferis cerebrals. Cada hemisferi té un nucli intern format per matèria blanca i una superfície exterior, l'escorça cerebral, composta per matèria grisa. L'escorça té una capa externa, el neocòrtex, i un al·locòrtex interior. El neocòrtex està format per sis capes neuronals, mentre que l'al·locòrtex en té tres o quatre. Cada hemisferi es divideix convencionalment en quatre lòbuls: frontal, temporal, parietal i occipital. El lòbul frontal s'associa amb funcions executives com l'autocontrol, la planificació, el raonament i el pensament abstracte, mentre que el lòbul occipital es dedica a la visió. Dins de cada lòbul, les àrees corticals s'associen a funcions específiques, com ara les regions sensorial, motora i d'associació. Tot i que els hemisferis esquerre i dret són molt similars en forma i funció, algunes funcions estan associades amb un costat, com ara el llenguatge a l'esquerra i la capacitat visual-espacial a la dreta. Els hemisferis estan connectats per tractes nerviosos comissurals, el més gran és el cos callós.
El cervell està connectat pel tronc cerebral amb la medul·la espinal. El tronc encefàlic està format pel mesencèfal, la protuberància, i el bulb raquidi. El cerebel està connectat al tronc de l'encèfal per tres parells de tractes nerviosos anomenats peduncles cerebel·losos. Dins del cervell hi ha el sistema ventricular, format per quatre ventricles interconnectats en els quals es produeix i circula el líquid cefalorraquidi. Sota l'escorça cerebral hi ha diverses estructures importants, com ara el tàlem, l'epitàlem, la glàndula pineal, l'hipotàlem, la hipòfisi i el subtàlem; les estructures límbiques, incloent l'amígdala i l'hipocamp; el claustre, els diversos nuclis dels ganglis basals; les estructures del prosencèfal basal i els tres òrgans circumventriculars. Les cèl·lules del cervell inclouen neurones i cèl·lules glials de suport. Hi ha més de 86 mil milions de neurones al cervell i un nombre més o menys igual d'altres cèl·lules. L'activitat cerebral és possible gràcies a les interconnexions de les neurones i al seu alliberament de neurotransmissors en resposta als impulsos nerviosos. Les neurones es connecten per formar vies neuronals, circuits neuronals i sistemes de xarxa elaborats. Tot el circuit està impulsat pel procés de neurotransmissió.
L'encèfal està protegit pel crani, suspès en el líquid cefalorraquidi i aïllat del torrent sanguini per la barrera hematoencefàlica. Tanmateix, l'encèfal encara és susceptible a danys, malalties i infeccions. El dany pot ser causat per un trauma o una pèrdua de subministrament de sang coneguda com a ictus. L'encèfal és susceptible a trastorns degeneratius, com la malaltia de Parkinson, demències inclosa la malaltia d'Alzheimer i l'esclerosi múltiple. Es creu que els trastorns psiquiàtrics, incloses l'esquizofrènia i la depressió major, estan associades a disfuncions cerebrals. L'encèfal també pot ser el lloc de tumors, tant benignes com malignes; aquests s'originen majoritàriament d'altres llocs del cos.
L'estudi de l'anatomia de l'encèfal és la neuroanatomia, mentre que l'estudi de la seva funció és la neurociència. S'utilitzen nombroses tècniques per estudiar el cervell. Els exemplars d'altres animals, que es poden examinar microscòpicament, han proporcionat tradicionalment molta informació. Les tecnologies d'imatge mèdica com la neuroimatge funcional i els enregistraments d'electroencefalografia (EEG) són importants per estudiar l'encèfal. La història clínica de les persones amb lesió cerebral ha proporcionat una visió de la funció de cada part de l'encèfal. La investigació sobre l'encèfal ha anat evolucionant al llarg del temps, amb fases filosòfiques, experimentals i teòriques. Una fase emergent pot ser la de simular l'activitat cerebral.
A la cultura, la filosofia de la ment ha intentat durant segles abordar la qüestió de la naturalesa de la consciència i el problema ment-cos. La pseudociència de la frenologia va intentar localitzar els atributs de la personalitat a les regions de l'escorça al segle XIX. A la ciència-ficció, els trasplantaments de cervell s'imaginen en contes com el Cervell de Donovan de 1942.